# 消費者教育支援センター
公益財団法人消費者教育支援センター（しょうひしゃきょういくしえんセンター、英語: National Institute on Consumer Education）は、消費者教育に関する調査研究、セミナー等の企画・運営、教材資料の表彰等を実施し、消費者教育の総合的かつ効果的な推進を支援するために活動する公益法人。1990年2月に経済企画庁と文部省が共管する財団法人として設立され、2012年4月1日より公益財団法人に移行した。

## 概要
青少年等を対象とした消費者教育に関する調査研究及び各種事業を実施することにより、消費者教育の総合的かつ効果的な推進を支援することを目的として設立された。略称はNICE。賛助会員企業の出資・会費によって運営されている。
- 所在：東京都渋谷区渋谷1-17-14　全国婦人会館3階
- 設立：1990年2月23日
- 理事長：中名生隆
- 主な事業内容:
  - 1.消費者教育に関する調査研究、教材作成、広報事業
  - 2.消費者教育に関するセミナー事業
  - 3.消費者教育に関する表彰事業

## 主な出版物
- 『消費者教育研究－NICEニュースレター』（隔月誌）
- 『消費者教育事典』
- 『消費者教育マニュアル』
- 『消費者教育実践事例インデックス』
- 『悪質商法対策ゲーム』
- 『君ならどうするこんなとき！』
- 『インターネット時代のまんが著作権教室』
- 『先生のための消費者市民ガイド』
- 『海外の消費者教育支援－イギリス・フランス・国際機関』　など

## リンク
- 公益財団法人消費者教育支援センター